# اسلنطه
اسلنطه (به عربی: اسلنطة) یک منطقهٔ مسکونی در لیبی است که در استان جبل‌الاخضر واقع شده‌است. اسلنطه ۲٬۶۷۴ نفر جمعیت دارد.